# Femte Mosebog
Femte Mosebog er den femte bog i Bibelen. Det latinske navn er Deuteronomium ("Den anden lov"), da Femte Mosebog indeholder endnu en gennemgang af Moseloven.
Femte Mosebog er opbygget som en tale holdt af Moses på Jordan-siden af Det Døde Hav. Den indeholder meget lovstof foruden den passus, der gerne kaldes "den jødiske trosbekendelse", Shema, samt et tilbageblik på, hvad der er hændt jøderne. Det er værd at mærke sig kultcentreringen (5 Mos 12), som får sin endelige opfyldelse i Salomos tempel (1 Kong 7-8).

## 5. Mosebogs struktur
1. 1-4	Indledning, tilbageblik over ørkenvandringen.
2. 5-11	Generelle, formanende ord (parænese), De 10 bud (dekalogen) (5), shema (6,4ff)
3. 12-26	Love og forskrifter (kasuistik), kultcentrering (12), historisk credo (26)
4. 27-34	Forbandelser og velsignelser, Moses' sang (32), Moses' velsignelse (33)